# Лютий 2021
Лютий 2021 — другий місяць 2021 року, що розпочався в понеділок 1 лютого та закінчився в неділю 28 лютого.

## Події
- 1 лютого
  - У М'янмі стався військовий переворот, голова уряду Аун Сан Су Чжі та президент Він М'їн затримані та усунені з посад[1].
- 2 лютого
  - Президент України Володимир Зеленський ввів у дію рішення РНБО про застосування санкцій проти народного депутата Тараса Козака та телеканалів 112 Україна, NewsOne та ZIK, які було заблоковано[2].
  - Суд у Москві ухвалив рішення, що російський опозиціонер Олексій Навальний повинен сісти у в'язницю більш як на 2,5 роки[3].
- 4 лютого
  - У Запоріжжі сталася пожежа у Запорізькій обласній клінічній інфекційній лікарні, внаслідок якої загинуло троє пацієнтів та лікарка-анестезіолог. Ще двоє осіб постраждали.[4][5]
- 7 лютого
  - В Індії у штаті Уттаракханд сходження льодовика спричинило масштабну повінь[en]. У результаті понад 200 людей вважають зниклими без вісті.[6]
- 8 лютого
  - Компанія Ілона Маска Тесла купила біткойнів на 1,5 млрд дол, після оприлюднення в ЗМІ цієї інформації, курс біктоїна різко зріс[7].
- 11 лютого
  - Переможцем Клубного чемпіонату світу з футболу 2020 стала мюнхенська Баварія, яка у фіналі обіграла мексиканський УАНЛ Тигрес[8].
- 13 лютого
  - В японській префектурі Фукусіма стався землетрус[en] магнітудою 7,3 бали[9].
- 16 лютого
  - Головою Світової організації торгівлі стала Нгозі Оконджо-Івеала[10].
  - Через аномальні морози[en] у семи шататах США оголошено надзвичайний стан[11].
- 18 лютого
  - У рамках місії НАСА «Марс 2020» космічний апарат з марсоходом Персеверанс успішно сів на Марс[12].
- 19 лютого
  - Капіталізація біткойну досягла 1 трлн доларів[13].
  - Binance Coin обійшов Tether за капіталізацією і зайняв третє місце в світі після біткойна та ефіріума[14]
  - Рада національної безпеки і оборони України підтримала санкції проти 19 юридичних і восьми фізичних осіб за фінансування тероризму, серед яких Віктор Медведчук і Оксана Марченко[15].
- 20 лютого
  - Українсько-американська ракета Antares з Центру космічних польотів на острові Воллопс у Вірджинії (США) вивела на орбіту автоматичний вантажний транспортний корабель «Cygnus» місії NG-15, на борту якого міститься 3810 кг корисного вантажу NASA для МКС[16].
- 21 лютого
  - На Відкритому чемпіонаті Австралії з тенісу серб Новак Джокович удев'яте став переможцем серед чоловіків, японка Наомі Осака перемогла серед жінок[17].
  - На Чемпіонаті світу з біатлону найбільшу кількість нагород отримали спортсмени з Норвегії.
- 22 лютого
  - Припинив своє існування культовий паризький дует електронної музики — Daft Punk[18].
- 23 лютого
  - Коронавірусна хвороба 2019 в Україні: в Україні зареєстровано дві вакцини проти COVID-19: від AstraZeneca (Ковішелд) та Pfizer/BioNTech (Комірнаті)[19][20].
  - Перша партія вакцини Ковішелд надійшла до України[21].
  - Приморський районний суд Одеси засудив активіста Сергія Стерненка до 7 років та трьох місяців позбавлення волі з конфіскацією половини майна[22].
- 24 лютого
  - Коронавірусна хвороба 2019 в Україні: в Україні вакцинували першу людину від коронавірусу вакциною Ковішелд від AstraZeneca — ним став лікар з м. Черкаси[23][24].
- 25 лютого
  - В Україні розпочалася масова вакцинація від COVID-19 вакциною Ковішелд
- 28 лютого
  - Відбулась 78-ма церемонія вручення «Золотого глобуса». Найкращою драмою визнано фільм «Земля кочівників», режисерка якого також отримала приз за найкращу режисерську роботу; найкращим комедійним фільмом став «Борат 2».[25]